# معلم ثقافي في هولندا

شعار الأثر الوطني الذي قدم عام 2014

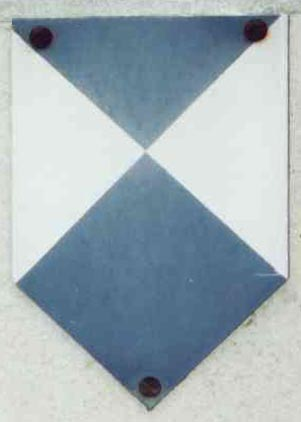
شعار مميز لأكثر الممتلكات الثقافية أهمية، مدرجة في اتفاقية لاهاي لحماية الملكية الثقافية في حالة النزاع المسلح

رايكس مونيومنت (تنطق بالهولندية: [ˈrɛiksmoːnyˌmɛnt]) هو موقع تراث وطني بهولندا المدرج من قبل وكالة Rijksdienst voor het Cultureel Erfgoed (RCE) تعمل من أجل وزارة التربية والثقافة والعلوم.